# Parque Lincoln (Newark)
Lincoln Park (en inglés, Parque Lincoln) también conocida como "The Coast" (lit. la Costa) es una plaza y un barrio de la ciudad de Newark (Estados Unidos). Está delimitado por los vecindarios de Springfield/Belmont, South Broad Valley, South Ironbound y Downtown. Está delimitado por Martin Luther King Jr. Blvd. (High Street) al oeste, West Kinney St. al norte, McCarter Highway al este y South St., Pennsylvania Avenue, Lincoln Park y Clinton Avenue al sur. Parte del vecindario es un distrito histórico que figura en el Registro de Lugares Históricos de Nueva Jersey y en el Registro Nacional de Lugares Históricos. Lincoln Park como calle se convierte en Clinton Avenue hacia el borde sur y norte del parque.

## Historia y descripción

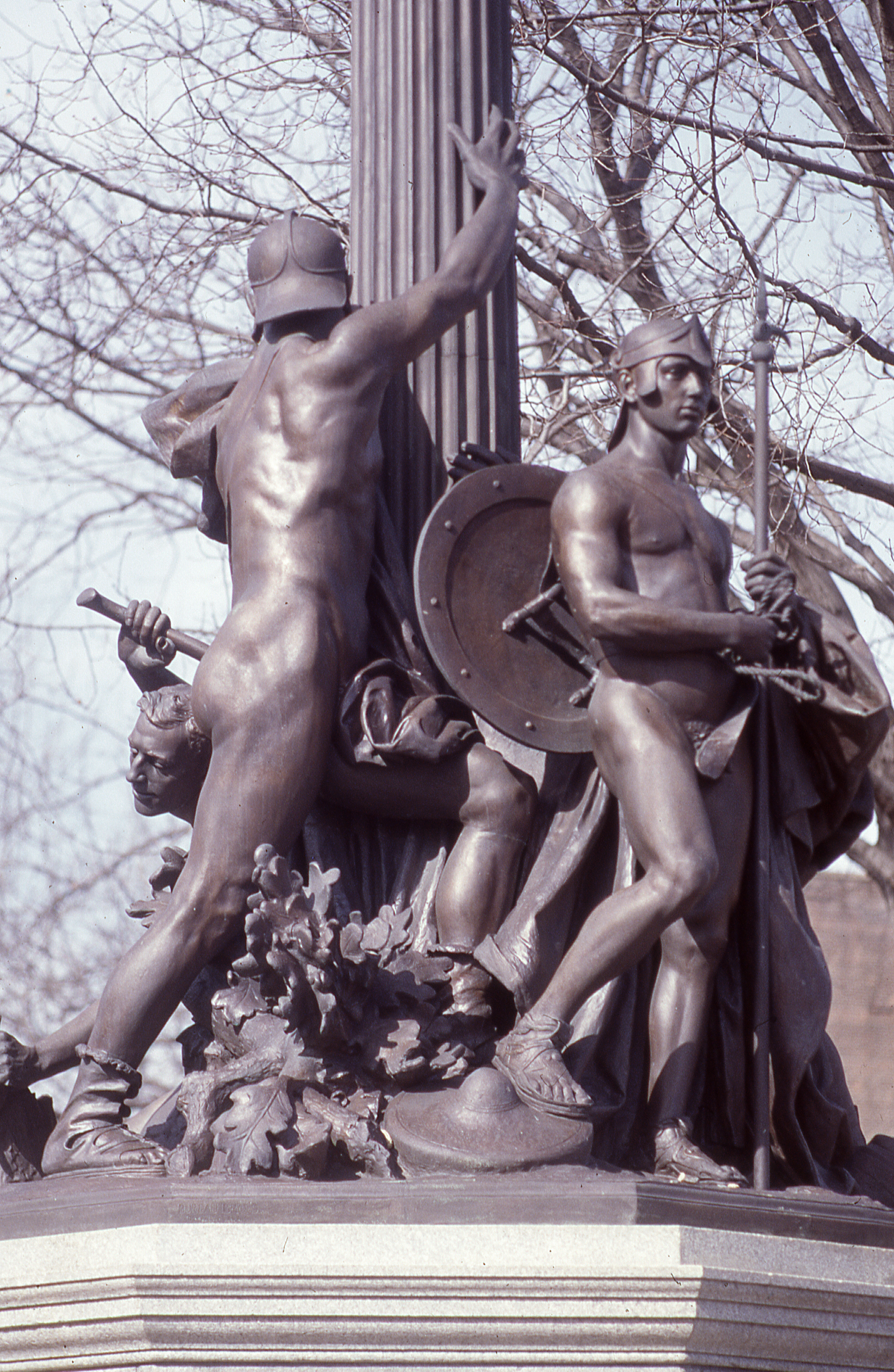
Plantando el Estandarte de la Democracia

Lincoln Park en sí fue uno de los tres comunes originales de la era colonial y durante mucho tiempo el corazón de un distrito residencial de moda, los otros son Washington Park y Military Park. El área ahora alberga la galería City Without Walls (cWOW), el Newark Symphony Hall y la Newark School of the Arts.
El cuerpo principal de Lincoln Park está delimitado por Broad Street y contiene varias estatuas, entre ellas Frederick Theodore Frelinghuysen, Planting the Standard of Democracy de Charles Henry Niehaus, y Captive's Choice, una estatua histórica erigida en 1884 por Chauncey Ives, un escultor estadounidense que vive en Roma. Representa a una joven inglesa que no deseaba regresar con su familia después de haber sido cautiva de los indios americanos durante la Guerra Francesa e India.
Lincoln Park también tiene una variedad saludable y variada de árboles grandes y viejos.
A principios del siglo XX, el área de Lincoln Park era un barrio de clubes nocturnos conocido como "La Costa". Era un centro de jazz y un zona roja o "lomo" anteriormente llamado Barbary Coast, en honor al barrio de San Francisco.
El vecindario de Lincoln Park tiene dos jardines comunitarios. LPCCD también está planeando un gran jardín comunitario como parte de su proyecto Façade detrás de la antigua Iglesia Presbiteriana Unida Calvary de South Park, una fachada históricamente conservada.

## Distrito histórico
El distrito histórico de Lincoln Park es un brrio histórico de 9 ha ubicado en el barrio. El distrito se agregó al Registro Nacional de Lugares Históricos el 5 de enero de 1984 por su importancia en la arquitectura, el arte y la arquitectura paisajista. Incluye 41 edificios contribuyentes, un sitio contribuyente y tres objetos contribuyentes. La Catedral Evangélica Reformada, listada individualmente en el NRHP en 1972, contribuye al distrito.

## El festival de música de Lincoln Park
El LPCCD patrocina el Festival de Música Lincoln Park anual en julio, que desde que comenzó en 2006 ha crecido hasta convertirse en un evento que atrae a 50,000 espectadores. Al LPCCD le gustaría desarrollar el Museo de Música Estadounidense (MoAAM) en reconocimiento del pasado del distrito como caldo de cultivo para la música.

## Distrito artístico y de revitalización
El distrito está siendo revitalizado lentamente por The Lincoln Park/Coast Cultural District (LPCCD), que establece su misión de "desarrollar una comunidad artística sostenible basada en viviendas asequibles, empleos ecológicos, música, cultura y agricultura urbana". Newark en el pasado ha sido un gran productor de música y continúa produciendo artistas contemporáneos reconocidos. The Coast está siendo remodelado para rendir homenaje y recrear a pequeña escala un área con profundas raíces en la música estadounidense. También se está planificando un "Parque de las Artes", además de nuevas viviendas, tiendas, un restaurante, un club nocturno, un estudio de música y un estudio de baile.
Lincoln Park ha sido designado "Distrito de las Artes" de Newark. Si bien no es una colonia de artistas comparable en relación con ciudades de tamaño similar o mayor, Lincoln Park alberga la galería de arte City Without Walls; la Escuela de Artes de Newark, una institución de bellas artes y actuación fuertemente dotada; y Newark Symphony Hall (1020 Broad Street), un lugar para eventos y conciertos de música y artes escénicas. Varios artistas independientes que se enfocan en muchos tipos de medios viven en inversiones de viviendas nuevas o rehabilitadas que se han construido desde 2008 y continúan dirigiendo espacios para artistas. Debido a que no existe una membresía organizada u organización para artistas, se desconoce cuántos artistas viven en el área. Se han realizado varios millones de dólares de inversión de capital en los últimos 10 años en Lincoln Park, incluidos algunos de los primeros edificios certificados LEED y ecológicos de la ciudad.
Lincoln Park está rodeado por tres lados por más de unas pocas instalaciones de rehabilitación de abuso de sustancias para pacientes hospitalizados, pequeñas o grandes, para adultos y adolescentes, en su mayoría habitantes de los suburbios que están sentenciados por un tribunal a recibir tratamiento y rehabilitación. Los dos principales centros de tratamiento de abuso de sustancias son CURA, Inc. e Integrity House, los cuales operan varios dormitorios para hombres y mujeres, así como servicios ambulatorios a lo largo del parque. La mayoría de estas instalaciones utilizan edificios de piedra rojiza deteriorados reutilizados, antiguos hoteles, etc. que fueron abandonados y en mal estado hasta que fueron comprados y rehabilitados como instalaciones de tratamiento por abuso de sustancias. En marzo de 2014, Integrity House abrió otro dormitorio para hombres de 38 camas para tratamiento hospitalario en 49-51 Lincoln Park. Esto dejó solo un puñado de estructuras abandonadas o arruinadas que rodean Lincoln Park. La comunidad de Lincoln Park se encuentra dentro del distrito Este (o "tercer recinto").
Lincoln Park se beneficia de su proximidad a propiedades de uso mixto y no mixto que incluyen instalaciones institucionales, residenciales, hortícolas, comerciales y educativas. Otros edificios notables situados a lo largo de Lincoln Park incluyen:

### Edificios
- Colleoni Apartments, también conocido como Lincoln Park Lofts,[21] (39-41 Lincoln Park) un hotel de siete pisos que alguna vez estuvo arruinado, y luego una vivienda transformada en vivienda de ingresos moderados que abrió en 2008[22] después de una inversión multimillonaria rehabilitación de arriba abajo por Regan Development Corporation[23] de Ardsley, Nueva York, y ahora administrada por The Michaels Organization[24] de Marlton, Nueva Jersey ;
- Lincoln Park Towers[25] (31-33 Lincoln Park), una comunidad para personas de la tercera edad de ingresos bajos y moderados de 18 pisos en un rascacielos histórico que alguna vez fue The Medical Arts Building,[26] una instalación médica y quirúrgica;
- Escuela de las Artes de Newark[14] (89-91 Lincoln Park);
- Escuela autónoma Adelaide Sanford[27] (51-53 Lincoln Park);
- Dryden Mansion,[28] un centro para organizaciones sin fines de lucro; y
- Escuela autónoma comunitaria de educadores de Newark[29] (17-19 Crawford Street), una escuela autónoma convertida de un establo de caballos de 150 años de antigüedad que atiende a aproximadamente 200 estudiantes desde jardín de infantes hasta tercer grado. Casi todas las direcciones que rodean Lincoln Park son direcciones discontinuas.

Desde 2013, Cory Booker vive en una casa adosada de su propiedad en Longworth St. en el área de Lincoln Park.